# Jádrová příze

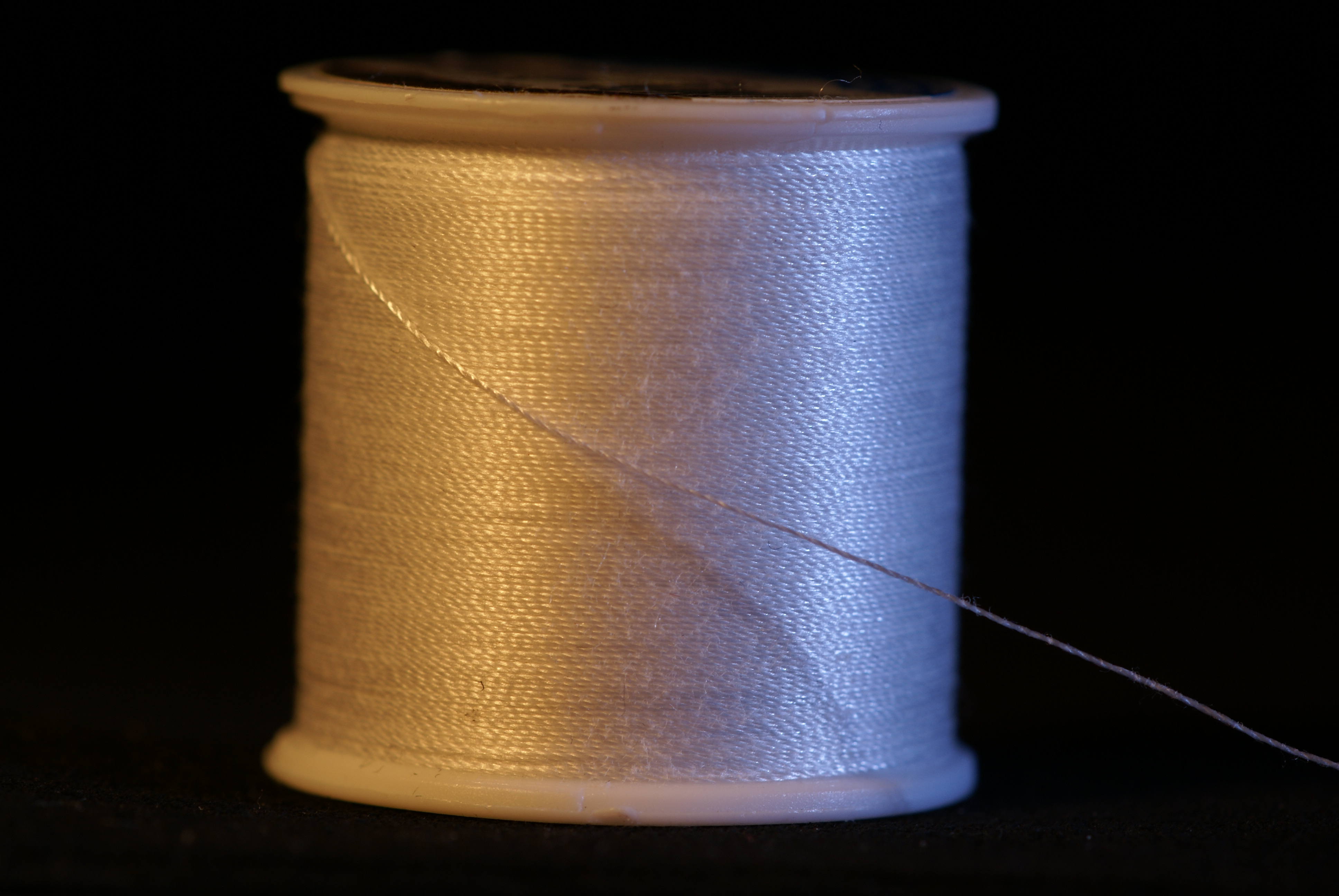
Dvojmo skaná jádrová příze na šití: 63% PES / 37% CO (jádro polyester / plášť mercerovaná bavlna)

Jádrová příze (angl.:core spun yarn, něm,: Umspinnungsgarn, Coregarn) je textilní výrobek sestávající z niti opředené přírodními staplovými vlákny nebo umělou stříží.

## Materiál k výrobě jádrové příze
- Jako základní nit - jádro – se z velké části používají filamenty ze syntetických materiálů (tuhé nebo elastické), méně časté je použití staplových přízí a pro speciální účely se dají opřádat také kovové, skleněné a pokovované syntetické filamenty.

- Materiál k opřádání se volí podle účelu použití hotové příze a shodnosti k vlastnostem jádra.

K nejpoužívanějším patří česaná bavlna, polyesterová a viskózová stříž, méně časté je použití vlněných vláken

## Způsoby výroby
Dopřádací stroje všech známých systémů předení (rotorové, tryskové, frikční atd.) se dají adaptovat na výrobu jádrových přízí.
K průmyslové výrobě se však používají (asi od 70. let minulého století) skoro výhradně prstencové dopřádací stroje s přídavným zařízením. Základní nit se zde spojuje se stužkou vláken z procházejícího přástu před odváděcími válečky průtahového ústrojí, zakrucuje se, navíjí na cívku, stužka vláken se při tom kolem ní obaluje a pokrývá celý povrch jádra.
Příze se dají vyrábět až do jemnosti 5 tex s procentuálními podíly jednotlivých složek v téměř neomezené velikosti a počtu variací.
Kovová, skleněná a jiná tuhá vlákna se však dají zpracovat na jádrovou přízi jen frikčním předením. Zde nedochází při zakrucování a navíjení k intenzivnímu ohýbání materiálu, příze se však dá vyrabět jen v jemnostech cca do 100 tex.

## Vlastnosti příze
Vzhled a omak jádrové příze je srovnatelný se staplovými přízemi ze stejných materiálu. Patřičná základní nit může však přízi dodat mimo jiné podstatně vyšší pevnost, pružnost, odolnost proti pořezání nebo vyšším teplotám.

## Použití jádrových přízí
Šicí nitě, elastické oděvní tkaniny a pleteniny, elastické zdravotní textilie, vypalované záclonoviny (osnovní pleteniny), útek v pneumatikových kordech